# Майотт, Тим
Тимоти «Тим» Майотт (англ. Timothy "Tim" Mayotte, род. 3 августа 1960 в Спрингфилде, Массачусетс) — бывший американский профессиональный теннисист, серебряный призёр Олимпийских игр в Сеуле 1988 года в одиночном разряде.

## Спортивная карьера
Первых успехов в теннисной карьере Тим Майотт добился в парном разряде: уже в 1980 году он выходит в финал турнира Гран-При Stuttgart Indoor, а в 1981 году выигрывает свой первый (и единственный в карьере) турнир в парном разряде в Сан-Хуане. В этом же году он доходит до своего первого турнира в одиночном разряде и выигрывает студенческий (NCAA) чемпионат США. В 1981 году он был признан «новичком года АТР».
В 1982 году он выходит в полуфинал Уимблдонского турнира, а в следующем году повторяет этот успех в другом турнире Большого шлема, Открытом чемпионате Австралии. Однако первую победу в турнире Гран-При в одиночном разряде он одерживает только в 1985 году. Благодаря успешным выступлениям в конце 1984 и начале 1985 года он в том же году смог принять участие в итоговом турнире года по версии ассоциации World Championship Tennis (WCT) и дошёл до финала этого турнира, где уступил Ивану Лендлу. В 1986 году он пробился в Мастерс, итоговый турнир года по версии АТР, где в четвертьфинале также уступил Лендлу.
Самыми успешными в карьере Майотта стали 1987 и 1988 годы. В течение этих двух лет он выиграл 9 турниров и вышел в финал Олимпийского турнира в Сеуле, где был посеян под вторым номером. По ходу Олимпийского турнира он победил двух других посеянных игроков, но в финале уступил посеянному третьим Милославу Мечиржу. После этого успеха и последовавших сразу за ним побед в Брисбене и Франкфурте он поднялся на седьмое место в рейтинге АТР, самое высокое в своей карьере, и вторично завоевал право выступить в турнире Мастерс. В 1988 году в составе сборной США Майотт также дошёл до финала командного чемпионата мира. В финале он проиграл свой матч второй ракетке мира Стефану Эдбергу.
В последний раз Майотт играет в финале профессионального турнира в 1990 году в Москве. Последний раз участвовал в профессиональном турнире в 1992 году в Филадельфии.
В июле 2009 года Майотт занял пост тренера при Ассоциации тенниса США.

## Участие в финалах турниров Гран-При, WCT и АТР (26)
| Легенда                            |
| Большой шлем (0)                   |
| Финал Олимпийских игр (1)          |
| Мастерс/Чемпионат мира АТР/WCT (1) |
| Серия ATP Championship (1)         |
| Гран-При/WCT (23)                  |

### Одиночный разряд

#### Победы (12)
| №   | Год         | Турнир                                              | Покрытие | Соперник в финале | Счёт в финале           |
| 1.  | 18 фев 1985 | Lipton International, Делрей-Бич, США               | Хард     | Скотт Дэвис       | 4–6, 4–6, 6–3, 6–2, 6–4 |
| 2.  | 16 июн 1986 | Stella Artois Championships, Лондон, Великобритания | Трава    | Джимми Коннорс    | 6–4, 2–1, отказ         |
| 3.  | 9 фев 1987  | U.S. Pro Indoor, Филадельфия, США                   | Ковёр    | Джон Макинрой     | 3–6, 6–1, 6–3, 6–1      |
| 4.  | 6 апр 1987  | Чикаго, США                                         | Ковёр    | Дэвид Пейт        | 6–4, 6–2                |
| 5.  | 19 окт 1987 | Тулуза, Франция                                     | Хард (i) | Рикки Остерхун    | 6–2, 5–7, 6–4           |
| 6.  | 9 ноя 1987  | Paris Open, Франция                                 | Ковёр    | Брэд Джилберт     | 2–6, 6–3, 7–5, 6–7, 6–3 |
| 7.  | 16 ноя 1987 | Франкфурт, ФРГ                                      | Ковёр    | Андрес Гомес      | 7–6, 6–4                |
| 8.  | 29 фев 1988 | U.S. Pro Indoor (2)                                 | Ковёр    | Джон Фицджеральд  | 4–6, 6–2, 6–2, 6–3      |
| 9.  | 25 июл 1988 | Скенектади, Нью-Йорк, США                           | Хард     | Джохан Крик       | 5–7, 6–3, 6–2           |
| 10. | 10 окт 1988 | Брисбен, Австралия                                  | Хард (i) | Марти Дэвис       | 6–4, 6–4                |
| 11. | 24 окт 1988 | Франкфурт (2)                                       | Ковёр    | Леонардо Лаваль   | 4–6, 6–4, 6–3           |
| 12. | 31 июл 1989 | Sovran Bank Classic, Вашингтон, США                 | Хард     | Брэд Джилберт     | 3–6, 6–4, 7–5           |

#### Поражения (11)
| №   | Год         | Турнир                                   | Покрытие | Соперник в финале | Счёт в финале      |
| 1.  | 5 окт 1981  | Мауи, Гавайи, США                        | Хард     | Хэнк Пфистер      | 4–6, 4–6           |
| 2.  | 22 мар 1982 | Страсбур, Франция                        | Ковёр    | Иван Лендл        | 0–6, 5–7, 1–6      |
| 3.  | 21 июн 1982 | Бристоль, Великобритания                 | Трава    | Джон Александер   | 3–6, 4–6           |
| 4.  | 16 июл 1984 | Hall of Fame Championships, Ньюпорт, США | Трава    | Виджай Амритраж   | 6–3, 4–6, 4–6      |
| 5.  | 15 апр 1985 | Итоговый турнир WCT, Даллас, США         | Ковёр    | Иван Лендл        | 6–7, 4–6, 1–6      |
| 6.  | 3 фев 1986  | U.S. Pro Indoor, Филадельфия, США        | Ковёр    | Иван Лендл        | без игры           |
| 7.  | 26 сен 1988 | Олимпийские игры, Сеул, Южная Корея      | Хард     | Милослав Мечирж   | 6–3, 2–6, 4–6, 2–6 |
| 8.  | 28 фев 1989 | U.S. Pro Indoor (2)                      | Ковёр    | Борис Беккер      | 6–7, 1–6, 3–6      |
| 9.  | 12 фев 1990 | Stella Artois Indoor, Милан, Италия      | Ковёр    | Иван Лендл        | 3–6, 2–6           |
| 10. | 19 фев 1990 | Toronto Indoor, Канада                   | Ковёр    | Иван Лендл        | 3–6, 0–6           |
| 11. | 12 ноя 1990 | Кубок Кремля, Москва, СССР               | Ковёр    | Андрей Черкасов   | 2–6, 1–6           |

### Мужской парный разряд (3)

#### Победа (1)
| №  | Год         | Турнир                | Покрытие | Партнёр     | Соперники в финале         | Счёт в финале |
| 1. | 19 янв 1981 | Сан-Хуан, Пуэрто-Рико | Хард     | Крис Майотт | Тим Галликсон Элиот Телчер | 6–4, 7–6      |

#### Поражения (2)
| №  | Год         | Турнир         | Покрытие | Партнёр        | Соперники в финале         | Счёт в финале |
| 1. | 10 мар 1980 | Штутгарт, ФРГ  | Хард     | Ларри Стефанки | Войцех Фибак Томаш Шмид    | 4–6, 6–7      |
| 2. | 29 мар 1982 | Франкфурт, ФРГ | Ковёр    | Тони Джаммалва | Стив Дентон Марк Эдмондсон | 7–6, 3–6, 3–6 |